# Сан-Пьетро-ин-Лама
Сан-Пьетро-ин-Лама (итал. San Pietro in Lama) — коммуна в Италии, располагается в регионе Апулия, в провинции Лечче.
Население составляет 3509 человек (2008 г.), плотность населения составляет 501 чел./км². Занимает площадь 7 км². Почтовый индекс — 73010. Телефонный код — 0832.
Покровителем коммуны почитается святой апостол Пётр, празднование во второе воскресение июля.

## Демография
Динамика населения: